# Johor Darul Ta'zim Football Club

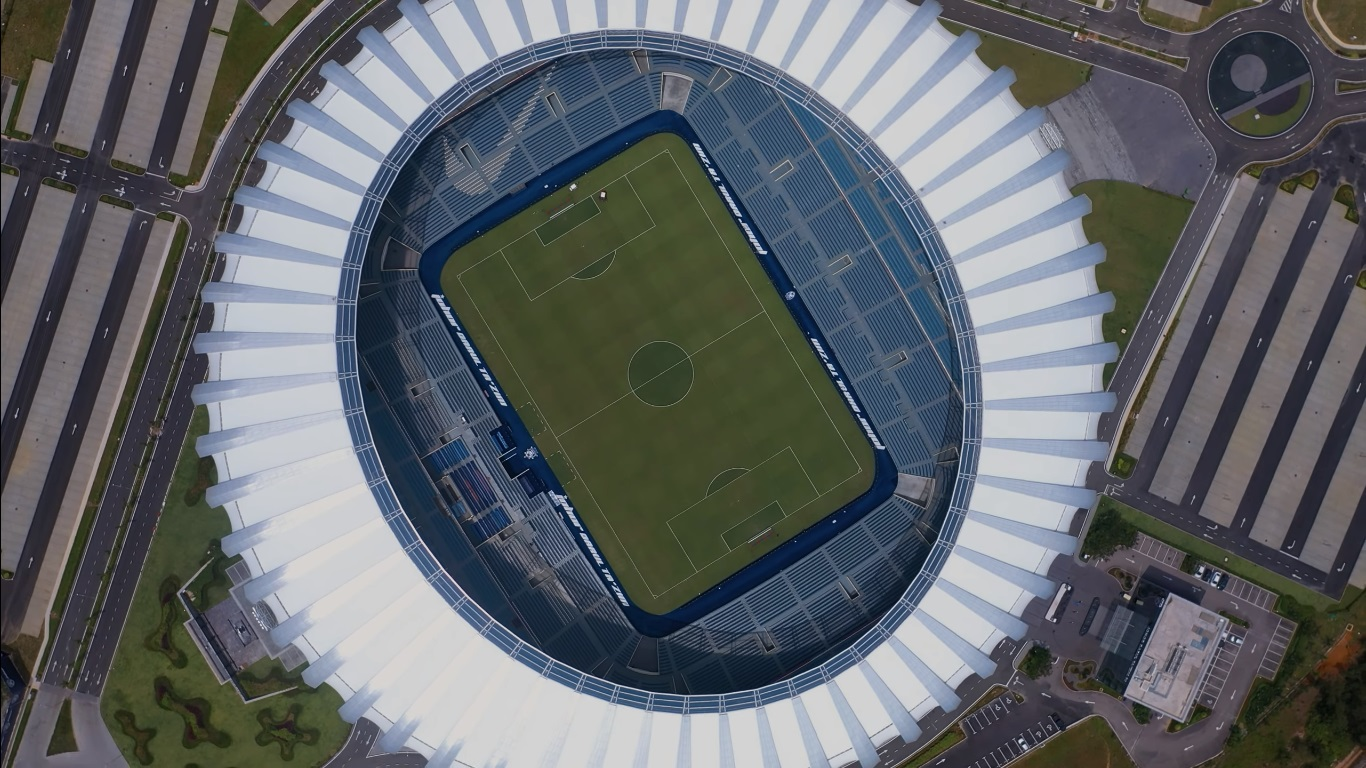
Veduta aerea dello stadio Sultano Ibrahim

Il Johor Darul Ta'zim Football Club è una società calcistica malaysiana con sede nella città di Johor Bahru. Milita nella Liga Super, massima divisione del campionato malaysiano.
Dal 1996 al 2011 il club era noto con il nome di Johor FC, poi fu acquisito dalla Johor Football Association. Ha vinto 10 campionati malaysiani, tutti consecutivamente, 2 Coppe della Federazione (FAM), 6 Coppe di Malaysia, 4 Coppe della Federazione (FA), 9 Supercoppe di Malaysia e, a livello internazionale, una Coppa dell'AFC.
Fondato nel 1972 con il nome di PKENJ Football Club, appartiene a Tunku Ismail Idris. Nel 2014 ha vinto per la prima volta il campionato nazionale, aprendo una striscia di successi consecutivi in massima serie tuttora in corso, che rappresenta un record per il calcio locale. Nel 2015 è divenuto il primo club calcistico malaysiano dal 1967 a partecipare a una finale di una competizione internazionale e il primo club calcistico malaysiano in assoluto a vincere un trofeo internazionale, la Coppa dell'AFC.
La squadra disputa le gare casalinghe allo stadio Sultano Ibrahim di Johor Bahru, avente una capienza di 40 000 posti.

## Allenatori
| N. |                          | Ruolo | Calciatore                |
| -- | ------------------------ | ----- | ------------------------- |
| 2  | Malaysia (bandiera)      | D     | Matthew Davies (capitano) |
| 3  | Malaysia (bandiera)      | D     | Shahrul Saad              |
| 4  | Malaysia (bandiera)      | C     | Afiq Fazail               |
| 5  | Indonesia (bandiera)     | D     | Jordi Amat                |
| 6  | Inghilterra (bandiera)   | C     | Hong Wan                  |
| 8  | Malaysia (bandiera)      | C     | Safiq Rahim               |
| 9  | Brasile (bandiera)       | A     | Bergson                   |
| 11 | Brasile (bandiera)       | D     | Murilo                    |
| 12 | Spagna (bandiera)        | P     | Christian Abad            |
| 13 | Corea del Sud (bandiera) | D     | Park Jun-heong            |
| 15 | Malaysia (bandiera)      | D     | Feroz Baharudin           |
| 16 | Malaysia (bandiera)      | P     | Syihan Hazmi              |
| 17 | Malaysia (bandiera)      | D     | Jon Irazabal              |
| 18 | Spagna (bandiera)        | C     | Iker Undabarrena          |
| 19 | Malaysia (bandiera)      | A     | Romel Morales             |
| 20 | Spagna (bandiera)        | C     | Juan Muñiz                |

| N. |                        | Ruolo | Calciatore         |
| -- | ---------------------- | ----- | ------------------ |
| 21 | Malaysia (bandiera)    | C     | Nazmi Faiz         |
| 22 | Malaysia (bandiera)    | D     | La'Vere Corbin-Ong |
| 23 | Azerbaigian (bandiera) | C     | Eddy Israfilov     |
| 24 | Spagna (bandiera)      | C     | Óscar Arribas      |
| 25 | Malaysia (bandiera)    | D     | Junior Eldstål     |
| 26 | Malaysia (bandiera)    | A     | Mohamadou Sumareh  |
| 29 | Malaysia (bandiera)    | P     | Izham Tarmizi      |
| 30 | Malaysia (bandiera)    | C     | Natxo Insa         |
| 33 | Spagna (bandiera)      | D     | Jonathan Silva     |
| 37 | Brasile (bandiera)     | C     | Heberty            |
| 42 | Malaysia (bandiera)    | A     | Arif Aiman Hanapi  |
| 58 | Spagna (bandiera)      | P     | Andoni Zubiaurre   |
| 77 | Spagna (bandiera)      | C     | Samu Castillejo    |
| 81 | Malaysia (bandiera)    | A     | Daryl Sham         |
| 91 | Malaysia (bandiera)    | D     | Syahmi Safari      |

| N. |                          | Ruolo | Calciatore                |
| -- | ------------------------ | ----- | ------------------------- |
| 2  | Malaysia (bandiera)      | D     | Matthew Davies (capitano) |
| 3  | Malaysia (bandiera)      | D     | Shahrul Saad              |
| 4  | Malaysia (bandiera)      | C     | Afiq Fazail               |
| 5  | Indonesia (bandiera)     | D     | Jordi Amat                |
| 6  | Inghilterra (bandiera)   | C     | Hong Wan                  |
| 8  | Malaysia (bandiera)      | C     | Safiq Rahim               |
| 9  | Brasile (bandiera)       | A     | Bergson                   |
| 11 | Brasile (bandiera)       | D     | Murilo                    |
| 12 | Spagna (bandiera)        | P     | Christian Abad            |
| 13 | Corea del Sud (bandiera) | D     | Park Jun-heong            |
| 15 | Malaysia (bandiera)      | D     | Feroz Baharudin           |
| 16 | Malaysia (bandiera)      | P     | Syihan Hazmi              |
| 17 | Malaysia (bandiera)      | D     | Jon Irazabal              |
| 18 | Spagna (bandiera)        | C     | Iker Undabarrena          |
| 19 | Malaysia (bandiera)      | A     | Romel Morales             |
| 20 | Spagna (bandiera)        | C     | Juan Muñiz                |

| N. |                        | Ruolo | Calciatore         |
| -- | ---------------------- | ----- | ------------------ |
| 21 | Malaysia (bandiera)    | C     | Nazmi Faiz         |
| 22 | Malaysia (bandiera)    | D     | La'Vere Corbin-Ong |
| 23 | Azerbaigian (bandiera) | C     | Eddy Israfilov     |
| 24 | Spagna (bandiera)      | C     | Óscar Arribas      |
| 25 | Malaysia (bandiera)    | D     | Junior Eldstål     |
| 26 | Malaysia (bandiera)    | A     | Mohamadou Sumareh  |
| 29 | Malaysia (bandiera)    | P     | Izham Tarmizi      |
| 30 | Malaysia (bandiera)    | C     | Natxo Insa         |
| 33 | Spagna (bandiera)      | D     | Jonathan Silva     |
| 37 | Brasile (bandiera)     | C     | Heberty            |
| 42 | Malaysia (bandiera)    | A     | Arif Aiman Hanapi  |
| 58 | Spagna (bandiera)      | P     | Andoni Zubiaurre   |
| 77 | Spagna (bandiera)      | C     | Samu Castillejo    |
| 81 | Malaysia (bandiera)    | A     | Daryl Sham         |
| 91 | Malaysia (bandiera)    | D     | Syahmi Safari      |

| Liga Super 2024-2025 | Liga Super 2024-2025 |
| --- | -------------------- |
| Johor Darul Ta'zim · Kedah · Kelantan Darul Naim · Kuala Lumpur · Kuching City · Negeri Sembilan · PDRM · Penang · Perak · Sabah · Selangor · Sri Pahang · Terengganu |                      |

| Squadre di calcio vincitrici della Coppa dell'AFC/AFC Champions League Two - Cronologia | Squadre di calcio vincitrici della Coppa dell'AFC/AFC Champions League Two - Cronologia |
| --------------------------------------------------------------------------------------- | --- |
| Coppa dell'AFC                                                                          | Al Jaish (2004) · Al-Faisaly (2005, 2006) · Shabab Al-Ordon (2007) · Al-Muharraq (2008) · Kuwait SC (2009) · Al-Ittihad Aleppo (2010) · Nasaf Qarshi (2011) · Kuwait SC (2012, 2013) · Al-Qadisiya (2014) · Johor Darul Ta'zim (2015) · Al-Quwa Al-Jawiya (2016, 2017, 2018) · Ahed (2019) · Non conclusa (2020) · Al-Muharraq (2021) · Al-Seeb (2022) · C.C. Mariners (2023-24) |
| AFC Champions League Two                                                                | Sharjah (2024-25) |